# أ. د. فلاورز
أ. د. فلاورز (بالإنجليزية: A. D. Flowers)‏ هو مخرج أمريكي، ولد في 22 فبراير 1917 في هيلزبورو في الولايات المتحدة، وتوفي في 1 يوليو 2001 في فوليرتون في الولايات المتحدة بسبب ذات الرئة.

## وصلات خارجية
- أ. د. فلاورز على موقع IMDb (الإنجليزية)
- أ. د. فلاورز على موقع أول موفي (الإنجليزية)
- أ. د. فلاورز على موقع قاعدة بيانات الأفلام السويدية (السويدية)
- أ. د. فلاورز على موقع قاعدة بيانات الفيلم (الإنجليزية)
- أ. د. فلاورز على موقع كينوبويسك (الروسية)